# Magdalena partido
Magdalena egy partido (körzet) Argentínában a Buenos Aires tartományban. A fővárosa Magdalena.

## Települések
| - Magdalena - General Mansilla - Atalaya - Vieytes | - Roberto J. Payró - Los Naranjos | Parajes - Empalme Magdalena - Julio Arditi |